# Bernard de Niemodlin
Bernard de Niemodlin (polonais : Bernard Niemodliński; né vers 1374/78 – † mort 2/4 avril 1455), fut un duc de Strzelce et Niemodlin (allemand : Falkenberg) entre  1382 et 1400 avec ses frères comme corégents, duc d'Opole entre  1396 et 1400 avec son frère et corégent, à partir de 1400 jusqu'en 1450 seul souverain de  Strzelce et Niemodlin, il règne sur Olesno à partir de 1401 et sur  Lubliniec, à partir sur Prudnik à compter de 1420 et en 1424 il règne sur  Głogówek, entre  1434 et 1450 il règne sur Kluczbork et Byczyna et à partir de 1450 seulement sur Olesno.

## Biographie

### Origine
Bernard est le 4e et plus jeune fils  du duc Bolko III d'Opole et de son épouse Anne fille putative du duc 
Jean Ier d'Oświęcim. À la mort de son père en 1382 Bernard est mineur et il est placé sous la garde de son oncle Ladislas II d'Opole et de ses frères ainés Jean Kropidło and Bolko IV.

### Début de règne
La première mention de Bernard dans les affaires politiques a lieu le 6 août 1396, lorsqu'il est présent lors du traité de paix conclu entre le roi Jogaila/Władysław II Jagiełło de Pologne et les ducs d'Opole; lors de cette rencontre sont également conclues les fiançailles de Bernard avec Hedwige († 23 octobre 1424), fille de Spytko II z Melsztyna († 1399), Voïvode de Cracovie. Cet engagement garantissait que les jeunes ducs d'Opole ne suivraient plus les traces de leur oncle Ladislas II d'Opole dans son hostilité envers le royaume de Pologne. Comme conditions accessoires, les régions d'Olesno et de Lubliniec sont promises aux ducs d'Opole comme fiefs  mais, en l'absence de descendant mâles elles seront rétrocédées aux filles de Spytko II comme douaire.
In 1400 intervient la division formelle du duché d'Opole entre Bernard et ses frères : il obtient Strzelce et Niemodlin comme seul souverain. Une année après en 1401, après son mariage avec Hedwige z Melsztyna, il reçoit officiellement les domaines d'Olesno et Lubliniec et, en 1402, Bernard est reconnu comme « Président » lors des « États de Silésie ».

### Entre la Pologne et la Bohême
Pendant les premières années de son règne  Bernard mène une politique d'étroite collaboration  avec la Pologne et en 1414 il participe aux côtés du roi à la guerre contre l'Ordre Teutonique. Cependant en 1417, les ducs d'Opole doivent faire face aux  prétentions des ducs Jean Ier et Henri IX de Żagań, qui réclament, du droit de leur mère Catherine d'Opole, fille de Ladislas II d'Opole, une partie de l'héritage de leur grand-père. Le conflit est soumis à la cour de Prague, où pour une raison obscure le 2 juillet 1417 une sentence défavorable à leur cause est prononcée contre Bolko IV et Bernard qui les oblige à transmettre tout l'héritage contesté de Ladislas II d'Opole aux duc de Żagań. La confirmation de cette décision doit être approuvée par le roi des romains Venceslaus IV de Bohême au début de l'année suivante 1418, mais le jugement n'est pas promulgué du fait de la mort du roi. Durant les années suivantes et jusqu'à ce que le jugement soit annulé par Sigimond Ier de Luxembourg le 16 septembre 1435, Bernard et Bolko IV se montrent très proche  de la maison de Luxembourg afin d'obtenir la faveur impériale.
En 1417 Bernard intervient comme juge lors d'une querelle entre les enfants de Spytko II z Melsztyna au sujet de la part d'héritage de Catherine, l'une de ses filles, épouse du duc  Janusz Ier de Varsovie († 1422). Après la mort d'Euphémia de Mazovie, la veuve de Ladislas II d'Opole en 1424, Bernard et son frère Bolko IV héritent de son  Oprawa wdowia, constitué par Głogówek, qui à la fin de l'année est donné comme fief à Bolko V le Hussite le fils de Bolko IV d'Opole.
Conjointement avec son frère ainé Bolko IV, Bernard participe à l'assemblée de Bratislava en 1423. Après que les fils de Bolko III aient assumé le pouvoir à Opole, il leur avait été promis la possession de  Sieradz et d'une partie de la Grande-Pologne, les conflits entre l'empereur et roi de Bohême Sigismond Ier et le roi Ladislas II de Pologne laissent lettre morte cet accord. Cependant, bien que Bernard maintienne sa fidélité à la maison de Luxembourg, en 1424 le duc de Niemodlin assiste au couronnement de Sophie de Holszany la nouvelle reine de Pologne et réside quelque temps à Cracovie.

### Guerres Hussites
Au cours de la décennie 1420 la Silésie est ravagée par le conflit avec les Hussites qui y effectuent chaque année des incursions dévastatrices. Afin d'arrêter les progrès des troupes hussites dans la région, Bernard et le autres dynastes silésiens concluent, à Strzelin le 14 février 1427, un accord avec le prétendant au trône de Bohême, Sigismond Korybut, neveu du roi Ladislas II de Pologne. Toutefois ce traité reste sans effet car  Sigismond est emprisonné et en 1428 Bernard et Bolko IV font une paix séparée avec les Hussites, bien qu'elle n'assure pas une complète sécurité à leurs possessions. En 1434 Bernard met à profit la confusion qui règne dans la région pour acheter aux ducs de Brzeg les cités de Kluczbork et Byczyna.

### Relations avec la Pologne
Afin de mettre fin aux conflits endémiques entre la Silésie et la Petite-Pologne en 1434 une conférence se réunit entre les princes régnants de Petite-Pologne et de Silésie à Będzin, auquel parmi d'autres, assistent  Bernard et  l'évêque de Cracovie, Zbigniew Oleśnicki qui avait décider de joindre leurs forces afin de tenter de résoudre les problèmes. Finalement aucun accord n'aboutit et les combats se poursuivent jusqu'en 1460 avec une particulière intensité au cours de la décennie 1440. En 1438 l'élection de Casimir Jagiełło comme roi de Bohême oblige Bernard à lui rendre l'Hommage féodal mais après son échec à obtenir le trône, le couronnement de son compétiteur Albert de Habsbourg le 3 décembre 1438 contraint le duc de  Niemodlin à prêter un autre hommage au prince autrichien lors de l'assemblée de Wrocław. En 1443 Bernard, conjointement avec son neveu  Bolko V, conteste la légalité de la vente du duché de Siewierz à l'évêque Zbigniew Oleśnicki. C'est le début d'une nouvelle guerre intestine  qui perdure jusqu'en 1452, et qui a pour conséquence principale la destruction de la zone frontière entre la Silésie et la Petite-Pologne. Au cours de la période entre 1446 et 1448 Bernard réussit à contrôler Będzin.

### Décès et succession
Sans descendance masculine de son union avec  Hedwige z Melsztyna qui ne lui donne que deux filles nommées Anne et Hedwige, dont on ne sait rien  d'autre, en 1450 Bernard décide de léguer ses duchés de Niemodlina et de Strzelce à l'ainé de ses neveux Bolko V le Hussite contre le règlement de ses dettes et la possession d'Olesno. À la même époque, Bernard cède ses droits sur le duché d'Opole à son autre neveu Nicolas Ier. Bernard meurt entre le  2 et le 4 avril 1455, léguant le reste de ses domaines à Bolko V. 
On ignore où il a été inhumé.